# Fernando de Valdés y Quirós
Fernando de Valdés y Quirós Sierra y Llano (Cangas de Tineo, Asturias, 1705-Madrid, 1760) fue un alto funcionario español del siglo XVIII que desempeñó importantes cargos al servicio de la corona. 

## Biografía
Fue regidor perpetuo de las villas de Avilés, Illas y Castrillón, obtuvo los nombramientos de miembro del Consejo de Hacienda, intendente general de las tropas de Andalucía, corregidor de las ciudades de Burgos y Córdoba (1747) y asistente de Sevilla entre 1752 y 1756. Durante su periodo de mando en Córdoba, el obispo de la ciudad dirigió una carta al monarca en la que se mostraba crítico con su persona, acusándole de querer abarcar muchas funciones sin llegar a resolver ningún asunto y de mal carácter, que causaba miedo entre sus subordinados.  Durante su periodo de mando en Sevilla tuvo lugar el Terremoto de Lisboa (1755) que causó importantes daños en la ciudad, por lo que ordenó se iniciaran obras en todos los barrios para subsanar las consecuencias del desastre natural. 
Se casó en el año 1732 con Rafaela Ventura Fernández Bazán Ocio y Salamanca, el matrimonio tuvo 6 hijos, uno de ellos fue el marino y militar español Antonio Valdés y Fernández Bazán (1744-1816).